# Santo Antônio do Leste
Santo Antônio do Leste (San Antonio del Este)  es un municipio brasilero del estado de Mato Grosso. Su población estimada en 2004 era de 2.113 habitantes.